# Qlona
"Qlona" (lido como "Culona") é uma canção da cantora colombiana Karol G e do cantor mexicano Peso Pluma. A música foi lançada em 11 de agosto de 2023, pela Bichota Records e Interscope, como quinta faixa do segundo projeto de mixtape, Mañana Será Bonito (Bichota Season).

## Antecedentes
Em 31 de julho de 2023, Karol G anunciou a data de lançamento de sua nova mixtape Mañana Será Bonito (Bichota Season). Em 7 de agosto de 2023, Giraldo revelou a lista de faixas, onde "Qlona" foi apresentada. A música foi lançada em 11 de agosto de 2023, junto com o lançamento da mixtape.

## Desempenho comercial
Na parada dos EUA Billboard Hot 100 de 26 de agosto de 2023, a música estreou na posição 29. Na semana seguinte, na parada de 2 de setembro de 2023, a música subiu uma posição para um novo pico de número 28.
Na parada dos EUA Billboard Hot Latin Songs de 26 de agosto de 2023, a música estreou na posição 2, atrás de sua própria "Mi Ex Tenía Razón". Na parada de 2 de setembro de 2023, durante sua segunda semana, a música alcançou o primeiro lugar da parada.
Na Billboard Global 200 a música estreou na posição 29 na parada em 26 de agosto de 2023. Durante sua segunda semana, a música atingiu um novo pico de posição 12.

## Visualizer
Um visualizer para "Qlona" foi lançado no canal YouTube de Karol G em 11 de agosto de 2023.